# Гасанова Касіра Наджафалі-кизи
Касіра Наджафалі-кизи Гасанова (азерб. Kəsirə Nəcəfəli qızı Həsənova; нар. 29 травня 1950, Ленкоранський район) — радянський азербайджанський овочівник, лауреат Державної премії СРСР (1984). Депутат Верховної ради СРСР 9—10-го скликань.

## Біографія
Народилася 29 травня 1950 року в смт Ашаги-Нюведі Ленкоранського району Азербайджанської РСР.
Закінчила Азербайджанський сільськогосподарський інститут.
З 1967 року — робітниця, з 1990 року — голова профкому, з 1991 року — директор радгоспу імені Балоглана Аббасова Ленкоранського району.
Ретельно вивчаючи нові агротехнічні методи і передову практику, Гасанова разом з агрономами радгоспу прийшла до висновку про необхідність застосування в радгоспі нового способу отримання високих врожаїв — методу ущільнених посадок. В результаті Касіра Гасанова першою в бригаді стала отримувати відразу кілька врожаїв різних культур з одного гектара. Бригада, в якій працювала Гасанова в 1983 році отримала 1350 тонн овочів, що більше планового на 570 т; сама овочівник зібрала 97 т овочів. План одинадцятої п'ятирічки Касіра Гасанова виконала однією з перших в радгоспі, в липні 1983 року.
Постановою ЦК КПРС і Ради Міністрів СРСР від 7 листопада 1984 року, за великий особистий внесок у збільшення виробництва, зниження собівартості і поліпшення якості с/г продукції Гасановій Касірі Наджафалі кизи присуджена Державна премія СРСР.
Активно брала участь у суспільному житті Азербайджану і Радянського Союзу. Делегат XVII з'їзду профспілок СРСР.
Проживає в Ленкоранському районі Азербайджану.